# 52.º Batallón de Infantería de la Luftwaffe
El 52.º Batallón de Infantería de la Luftwaffe (52. Infanterie-Bataillon der Luftwaffe) fue una unidad militar de la Luftwaffe durante la Segunda Guerra Mundial.

## Historia
Fue formado en diciembre de 1944 con 4 compañías. Entró en acción en Saarpfalz (Bergzabern, Weissenburg). Fue disuelto en 1945.